# Concert du nouvel an 1988 à Vienne
Le concert du nouvel an 1988 de l'orchestre philharmonique de Vienne, qui a lieu le 1er janvier 1988, est le 48e concert du nouvel an donné au Musikverein, à Vienne, en Autriche. Il est dirigé pour la première fois par un chef d'orchestren iItalien, Claudio Abbado.
Johann Strauss II y est toujours le compositeur principal, mais son frère Josef est représenté avec trois pièces, et leur père Johann clôt le concert avec sa célèbre Marche de Radetzky. C'est également la première fois et unique fois qu'une œuvre du compositeur autrichien Emil von Řezníček est interprétée lors d'un concert du nouvel an au Musikverein : l'ouverture de son opéra-comique Donna Diana, laquelle ouvre le concert.
Seules deux pièces sur les dix-sept au total sont jouées pour la première fois au concert du nouvel an.

## Programme
Les pièces suivies d'un astérisque (*) sont jouées pour la première fois.

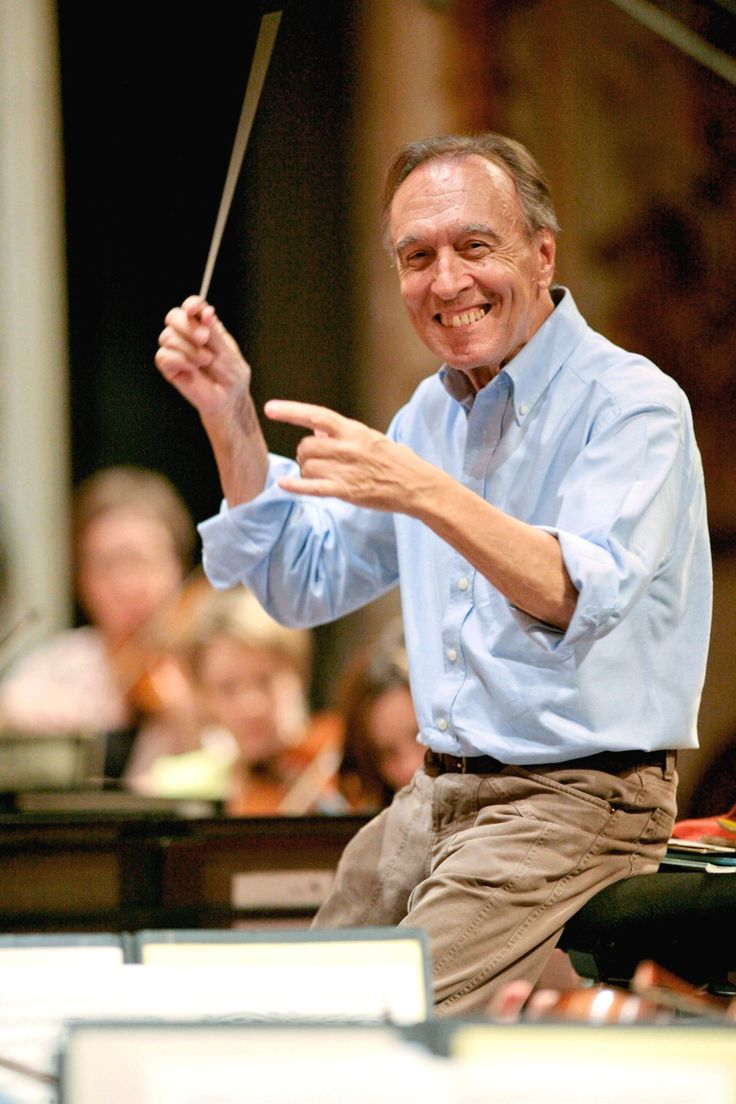
Claudio Abbado (en 2006)

### Première partie
1. Emil von Řezníček : ouverture de l'opéra-comique Donna Diana (de)*
2. Josef Strauss : Brennende Liebe, polka-mazurka, op. 129
3. Josef Strauss : Auf Ferienreisen, polka rapide, op. 133
4. Johann Strauss II : Wo die Citronen blüh'n!, valse, op. 364
5. Johann Strauss II : Auf der Jagd, polka rapide, op. 373

### Deuxième partie
1. Johann Strauss II : ouverture de l'opérette La Chauve-Souris
2. Johann Strauss II : Neue Pizzicato-Polka, polka, op. 449
3. Johann Strauss II : Freuet euch des Lebens, valse, op. 340
4. Johann Strauss II : Un ballo in maschera, quadrille, op. 272*
5. Johann Strauss II : Tritsch-Tratsch-Polka, polka rapide, op. 214
6. Johann Strauss II : Leichtes Blut, polka rapide, op. 319
7. Johann Strauss II : Seid umschlungen Millionen, valse, op. 443
8. Johann Strauss II : Perpetuum mobile. Ein musikalischer Scherz, scherzo, op. 257
9. Josef Strauss : Im Fluge, polka rapide, op. 230

### Rappels
1. Johann Strauss II : Banditen-Galopp. galop, op. 378
2. Johann Strauss II : Le Beau Danube bleu, valse, op. 314
3. Johann Strauss : Marche de Radetzky, marche, op. 228